# Liedjes voor de Pijpendraaier en mijn Zoetelief
Liedjes voor de Pijpendraaier en mijn Zoetelief är Cornelis Vreeswijks tredje nederländska LP, utgiven av Philips 1974. Skivan spelades in i Stockholm 9, 10, 11 och 12 september 1974 med svenska musiker, och den spelades in parallellt med Cornelis Vreeswijks svenska LP "Getinghonung" (1974).
Medverkande musiker: Cornelis Vreeswijk: Sång; Rune Gustafsson: Rytmgitarr; Janne Schaffer: Sologitarr; Sture Åkerberg: Bas; Knud Jörgens: Piano och Orgel; Jan Allan: Trumpet; Monica Zetterlund: Sång. Producent: Gerrit den Braber.

## Låtlista
Sid A
1. "Teddybeer (Opus II)"
2. "Marjolijn (Opus II)"
3. "De koning en de keizer zijn ook maar mensenvlees"
4. "Kameraden"
5. "Ik wou, dat ik maar biljarten kon"
6. "Epistel 81" (Nederländskspråkig version av Carl-Michael Bellmans "Märk hur vår skugga")

Sid B
1. "Ik wil't niet pikken"
2. "Rozenblad"
3. "Rietzeiler blues (Opus II)"
4. "Een paleis van zand"
5. "Kleurenblind (Opus II)"
6. "Een mens blijft een mens"